# Departure!
「departure!」（デパーチャー）は、小野正利21枚目のシングル。2011年12月21日にバップから発売された。

## 概要
前作「I wish〜I hope」から約8年1ヶ月ぶりのリリースであり、2011年1枚目のシングル。
表題曲「departure!」は、日本テレビ系アニメ『HUNTER×HUNTER』オープニングテーマに使用された。
自身の楽曲がテレビアニメの主題歌に使用されるのは11枚目のシングル「いつのまにか君を(アコースティック・バージョン)」以来10作ぶり。
ディスクジャケットには、起用された『HUNTER×HUNTER』に登場するキャラクターのゴン＝フリークス、キルア＝ゾルディック、クラピカ、レオリオが描かれている。イラストはアニメーション製作を手掛けたマッドハウスによる描き下ろし。
カップリング曲には表題曲「departure!」のテレビサイズバージョン、テレビアニメ『HUNTER×HUNTER』のBGMとして使用されている「The World of Adventurers 〜ハンター×ハンター・テーマ」のショートバージョンが収録されている。BGMの作曲は平野義久が手掛けている。
DVDが同梱されており、テレビアニメのオープニングアニメーションのカラオケバージョン、ノンテロップバージョン、ゴン＝フリークス役の潘めぐみ、キルア＝ゾルディック役の伊瀬茉莉也のスペシャルコメント映像、インターネットラジオ『HUNTER×HUNTER HUNTERSTUDIO』の収録風景映像が収録されている。
本作と同日発売のテレビアニメ『HUNTER×HUNTER』の先行ナビゲートDVD『HUNTER×HUNTER Huncyclopedeia』の発売を記念したキャンペーンとしてメインキャラクターのゴン＝フリークス、キルア＝ゾルディック、クラピカ、レオリオ、ヒソカ役の潘めぐみ、伊瀬茉莉也、沢城みゆき、藤原啓治、浪川大輔が選出した着ボイス『ベスト・パフォーマンスセリフ』のダウンロードキャンペーンが2012年1月まで開催された。
2012年1月2日付のオリコン週間シングルチャートで118位、Billboard JAPAN Hot Singles Salesで100位を獲得した。

## 批評
hotexpressの平賀哲雄は、「ハイトーンクリアなボーカルが強烈なアッパーチューンであり、アニメソングらしい楽曲になっている。」と評した。
CDジャーナルは、「ハイトーンかつまっすぐな歌声を披露している楽曲である。」と評した。

## 収録曲

### CD
1. departure! [4:17]
  - 作詞・作曲：羽場仁志、編曲：新屋豊
  - 日本テレビ系アニメ『HUNTER×HUNTER』オープニングテーマ
  - 使用された『HUNTER×HUNTER』の世界観が反映されている[5]。
  - GALNERYUSが2012年にリリースしたミニ・アルバム『絆』に、全英詞アレンジバージョンが収録された[6][7][8][9]。
2. departure!（TVサイズ） [1:25]
  - 作詞・作曲：羽場仁志、編曲：新屋豊
  - アニメ放送用に時間を短縮したバージョン。
3. departure!（カラオケ）
4. The World of Adventurers 〜ハンター×ハンター・テーマ（short ver.） [1:08]
  - 作曲・編曲：平野義久

### DVD
1. テレビアニメOP映像カラオケバージョン
2. テレビアニメOP映像ノンテロップバージョン
3. 潘めぐみ、伊瀬茉莉也スペシャルコメント映像
4. インターネットラジオ『HUNTER×HUNTER HUNTERSTUDIO』収録風景映像